# استفاده بین‌المللی دلار آمریکا
دلار آمریکا در کنار اینکه واحد پول ملی کشور آمریکا است، به عنوان یک واحد پولی استاندارد در بازار جهانی برای انواع کالاها نظیر طلا یا نفت نیز مورد استفاده کشورهای مختلف قرار می‌گیرد؛ حتی برخی از شرکت‌های غیرآمریکایی نظیر ایرباس نیز کلیه قیمت‌های خود را در واحد پولی دلار آمریکا ارائه می‌کنند.

دلار آمریکا مهم‌ترین ارز ذخیره‌ای جهان است. در کنار اینکه بسیار از بانک‌های مرکزی و نهادهار دیگر آن را بکار می‌برند، بسیاری به‌طور شخصی نیز دلار آمریکا را عمدتاً به شکل اسکناس‌های صد دلاری ذخیره می‌کنند.

دو اقتصاددان به نام‌های پل ساموئلسون و میلتون فریدمن این دیدگاه را مطرح کردند که درخواست‌های خارجی برای دلار به آمریکا امکان مدیریت تراز تجاری‌اش را بدون اینکه ارزش پولی از بین برود یا جریان تجارت تغییر کند، می‌دهد. البته ساموئلسون در سال ۲۰۰۵ مدعی شد این اقدامات در یک آینده نامشخص می‌تواند باعث ایجاد موجی علیه دلار آمریکا شود که پیامدهای عظیمی روی اقتصاد جهان خواهد داشت.

## ارز ذخیره‌ای بین‌المللی
دلار آمریکا در کنار یورو یک ارز ذخیره‌ای بسیار مهم در جهان است. یورو وضعیت خود را عمدتاً از مارک آلمان به ارث برده‌است و از زمانی که معرفی شد توانست قدرتمندتر شود. علی‌رغم اینکه دلار طی مدتی از یورو کم‌ارزش‌تر شده بود اما این واحدپولی با اختلاف بزرگی همچنان مهم‌ترین ارز ذخیره‌ای جهان قلمداد می‌شود.

آلن گرینسپن، رئیس سابق بانک مرکزی آمریکا در سال ۲۰۰۷ مدعی شد یورو می‌تواند روزی جای دلار آمریکا به عنوان مهم‌ترین ارز ذخیره‌ای جهان را بگیرد.